# Papilio chikae
Papilio chikae är en fjärilsart som beskrevs av Suguru Igarashi 1965. Papilio chikae ingår i släktet Papilio och familjen riddarfjärilar. IUCN kategoriserar arten globalt som starkt hotad. Inga underarter finns listade i Catalogue of Life.